# Joseph Lancaster

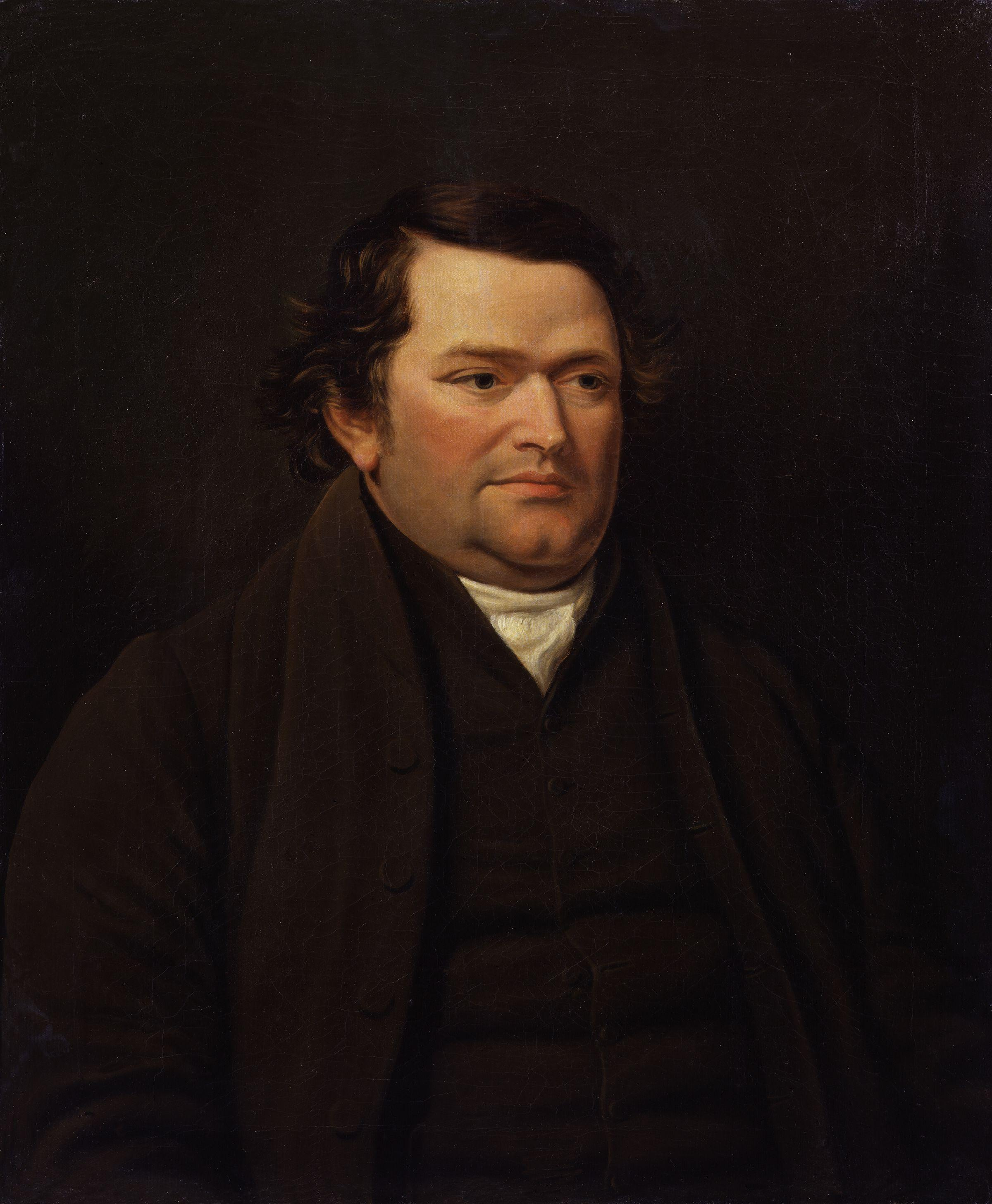
Joseph Lancaster

Joseph Lancaster (ur. 1778, zm. 1838) – angielski pedagog, współtwórca metody wzajemnego nauczania nazywanej od jego nazwiska systemem Bella-Lancastera lub systemem monitorialnym.
Stworzenie systemu wzajemnego nauczania było podyktowane względami praktycznymi. Lancaster założył w 1798 r. własną szkołę w Londynie. Liczba uczniów szkoły zwiększała się, natomiast posiadane fundusze nie pozwalały Lancasterowi na zatrudnianie nowych nauczycieli. W związku z tym zaczął on wykorzystywać do pełnienia funkcji dydaktycznych i wychowawczych w szkole najzdolniejszych uczniów tzw. monitorów. System monitorialny opracowany przez Lancastera przyczynił się do rozwoju szkolnictwa ludowego w Anglii, a także do powstania w 1808 r. Królewskiego Zakładu Lancasteriańskiego dla Wychowania Biednych. 

## Ważniejsze prace
- Udoskonalanie wychowania (1803)